# Golful Trieste
Golful Trieste (în italiană Golfo di Trieste, în slovenă Tržaški zaliv, în croată Tršćanski zaljev) este un golf puțin adânc, cu adâncimea medie de 18,7 m, din nordul Mării Adriatice. În sudul golfului se află peninsula Istria, împărțită între Italia, Slovenia și Croația. Cele mai cunoscute orașe de pe malul golfului sunt Triest și Koper.